# Reignier-Esery
Reignier-Esery település Franciaországban, Haute-Savoie megyében. Lakosainak száma 8112 fő (2022. január 1.). Reignier-Esery Arbusigny, Arthaz-Pont-Notre-Dame, Monnetier-Mornex, La Muraz, Nangy, Pers-Jussy és Scientrier községekkel határos.

## Népesség
A település népessége az elmúlt években az alábbi módon változott:
| Lakosok száma | 7245 | 7585 | 8174 | 7994 | 8033 | 8072 | 8150 | 8170 | 8112 |
|               | 2013 | 2015 | 2016 | 2017 | 2018 | 2019 | 2020 | 2021 | 2022 |